# Morgellons
La sindrome di Morgellons (o morbo di Morgellons o semplicemente Morgellons, IPA: /mɔːrˈɡɛlənz/) è un'immaginaria patologia caratterizzata da una serie di sintomi cutanei quali prurito, fitte dolorose, apparente presenza di fibre sopra- o sottocutanee nonché lesioni permanenti alla cute (es. eruzioni cutanee o piaghe).
Fu coniato nel 2001 dalla statunitense Mary Leitao, la quale, avendo rilevato formazioni sottocutanee in suo figlio di due anni e mezzo, rifiutò le diagnosi che attribuivano tale fenomeno alle fibre di tessuto terminate nelle escoriazioni autocausatesi dal bambino durante i compulsivi sfregamenti; il nome morgellons proviene da una rivista medica francese del XVII secolo. 
Non esiste alcun riscontro medico circa la veridicità di tale condizione, la quale è riconducibile a patologie cutanee preesistenti e a disturbi mentali nonché talora a forme di cosiddetta sindrome di Münchhausen per procura in cui un soggetto, per esempio un genitore in cerca di visibilità, inventa una malattia a carico di suo figlio per ottenere l'attenzione del sistema medico-sanitario.

## Storia
Mary Leitao, una casalinga che aveva lavorato per alcuni anni come tecnico di laboratorio, ha raccontato che nel 2001 suo figlio di due anni avrebbe iniziato a lamentarsi di piccole piaghette sotto un labbro e di presunti "insetti". Leitao esaminò le piccole piaghe con il microscopio giocattolo del figlio e dichiarò di aver osservato la presenza di "fibre" di vari colori. La Leitao fece visitare il figlio da otto differenti medici, che non riscontrarono alcuna malattia, allergia, o nulla di inusuale nei sintomi da lei descritti. Anche uno specialista universitario esperto di casi pediatrici complessi non riscontrò nel bambino alcuna reale patologia organica e chiese al medico curante di sottoporre la madre a una valutazione e terapia psichiatrica.
Nonostante diversi altri medici avessero diagnosticato alla madre la sindrome di Münchhausen per procura, un disturbo mentale che spinge le madri a dichiarare o arrecare danni fisici al figlio per attirare l'attenzione su di sé, nel 2004 la Leitao costituì la Morgellons Research Foundation (MRF), per raccogliere segnalazioni di altri presunti casi autodiagnosticati. La MRF ha chiuso nel 2012.

## Ricerche e valutazioni cliniche
La comunità scientifica non considera Morgellons una patologia e ne attribuisce i sintomi a sindromi note quali Wittmaack-Ekbom oppure a disturbi psichiatrici quali la parassitosi allucinatoria.
Dello stesso avviso anche l'associazione di ricerca no-profit Mayo Clinic, per la quale si tratta di una patologia clinica con probabile componente di tipo psicologico e/o psichiatrico.
I sintomi cutanei presentati all'osservazione clinica sarebbero da ricondursi a lesioni autoinflittesi dagli stessi pazienti per estrarre dalla cute fantomatici "parassiti" che essi erroneamente credono annidarsi sotto la loro pelle. Il disturbo avrebbe dunque natura essenzialmente psichiatrica, molto simile alle allucinazioni percettive e alle convinzioni deliranti delle parassitosi allucinatorie, al punto che il paziente interpreterebbe anche i brandelli di pelle rimossi, gli annessi bulbi piliferi e qualunque fibra tessile rimanga casualmente intrappolata nella ferita autoinflitta come i "residui" di una presunta, e in realtà inesistente, "entità parassitante". Il follicolo pilifero e la ghiandola sebacea, estratti dallo sfregamento e incorporati nelle ferite, possono essere scambiati per un piccolo verme, mentre le fibre dei vestiti, staccatesi anch'esse a causa dello sfregamento, possono sfibrarsi e mostrare apparenti "zampe" o "antenne". Frequentemente, inoltre, tali pazienti presentano anche altri disturbi psichiatrici.
Il fenomeno è stato anche oggetto di studio da parte dei centri per la prevenzione e il controllo delle malattie statunitensi nel 2008, dopo aver ricevuto molte richieste di intervento, già a partire dal novembre del 2006. Studi peer review del 2009 e del 2010 equiparano espressamente il Morgellons alla parassitosi allucinatoria (in inglese "delusional parasitosis"), e suggeriscono di classificare il Morgellons come "delusional infestation" (infestazione allucinatoria).
Secondo gli studi conclusivi dei CdC, pubblicati nel 2012, l'unica anomalia più comunemente riscontrata sarebbe un danno causato dal sole, mentre la maggior parte delle ferite sarebbe causata da un impulso cronico a grattarsi. Il materiale presente nelle ferite era principalmente cellulosa compatibile con fibre di cotone. Un alto numero di partecipanti alla ricerca ha mostrato positività ai test volti a rivelare patologie psichiatriche o ha mostrato dipendenze preesistenti (ad esempio da droghe). Lo studio conclude che: «Non è stata individuata alcuna nota patologia concreta sottostante né alcuna fonte di infezione, al pari di quanto succede in condizioni più conosciute e note come la parassitosi allucinatoria».

## Teorie del complotto
Diversi sostenitori di teorie complottiste, così come soggetti che si dichiarano affetti da Morgellons, hanno proposto varie interpretazioni, nessuna delle quali sostenuta da evidenza scientifica o prove di alcun tipo. Tra queste interpretazioni, ve ne sono alcune che vorrebbero un collegamento tra la pretesa sindrome e le scie chimiche.
Nel luglio del 2006, durante una trasmissione del talk show radiofonico nordamericano “Coast to Coast AM”, che si occupa sovente di fenomeni paranormali e teorie del complotto, un medico del Nuovo Messico affermò che un ex-agente della CIA gli avrebbe confidato che la presunta malattia sarebbe l'effetto di un incidente in un esperimento governativo francese, che avrebbe contaminato l'acqua.
Durante la pandemia Covid-19 diversi teorici del complotto hanno suggerito che nelle mascherine e nei tamponi vi siano contenuti filamenti del parassita Morgellons, diffondendo soprattutto nel canali Telegram dedicati alle tematiche anti vaccinali e negazioniste sulla pandemia video nel quali si vedevano, ingranditi al microscopio, frammenti filiformi che si muovevano se agitati con il respiro.